# Berde Sándor
Berde Sándor (Martonos, 1856. július 18. – Nagyenyed, 1894. október 13.) teológiai tanár, egyházi író (Berde Mária édesapja)

## Életrajza
Berde Sándor a háromszéki Martonoson született 1856-ban. Az enyedi kollégiumban tanult, és ugyanitt folytatott teológiai tanulmányokat is, majd a bécsi, bázeli és jénai egyetemen folytatta tanulmányait. Teológiai tanulmányainak befejezése után Indiába készült hittérítőnek. Szász Domokos püspök megbízásából elvállalta az 1883-ban alakult első erdélyi szórványközpont, a Szolnok-Doboka megyei Kackó és vidéke magyarjainak lelki gondozását. E döntésében nagy része volt menyasszonyának, Ónodi Weress Máriának is, aki régi enyedi értelmiségi családból származott. Házasságkötésük után a fiatal lelkész házaspárnak Kackón három gyermeke született, köztük két leány, Amál és Mária. Hatévi szolgálat után meghívták a nagyenyedi Bethlen Kollégium teológiai fakultására, így a már öttagú család Nagyenyedre költözött, ahol Berde egykori iskolájának professzora és dékánja lett. Fényesen felfelé ívelő életpályáját harmincnyolc éves korában bekövetkezett halála törte ketté 1894-ben. A nagyenyedi református temetőben nyugszik.